# Балки (Новара)
Балки је насеље у Италији у округу Новара, региону Пијемонт.
Према процени из 2011. у насељу је живело 42 становника. Насеље се налази на надморској висини од 277 м.